# Siegfried Purner
Siegfried Purner   (Innsbruck, 16 de febrer de 1915 - província de Vítsiebsk, 3 de febrer de 1944) fou un jugador d'handbol austríac que va competir durant la dècada de 1930.
Va prendre part en els Jocs Olímpics d'Estiu de 1936 de Berlín, on guanyà la medalla de plata en la competició d'handbol.
Morí lluitant durant la Segona Guerra Mundial.